# Luis Fernando Nascimento Macedo
Luis Fernando Nascimento Macedo (São Luís, 31 de julho de 1990) é um futebolista brasileiro, nascido no estado do Maranhão, que atua como zagueiro. Atualmente, defende a Associação Olímpica de Itabaiana.

## Carreira
Luis Fernando iniciou sua trajetória profissional atuando por clubes de divisões inferiores do futebol brasileiro, como Uniclinic e Iguatu. Em 2018, após se destacar no Campeonato Cearense, foi contratado pelo Ferroviário Atlético Clube, onde conquistou o Campeonato Brasileiro Série D e a Copa Fares Lopes.
Passou posteriormente por clubes como Moto Club, Anapolina, São José-MA, River-PI e Manaus, onde teve boa sequência na Série C.
Em 2022, jogou pelo Figueirense e foi campeão da Recopa Catarinense. No final de 2023, foi anunciado como reforço do Treze para a temporada seguinte.
Em 2025, acertou com a Associação Olímpica de Itabaiana para a disputa do Campeonato Brasileiro Série C.

## Estatísticas de carreira
* Atualizado até 20 de abril de 2025.
| Temporada | Clube     | Competição | Jogos | Gols |
| --------- | --------- | ---------- | ----- | ---- |
| 2025      | Itabaiana | Série C    | 2     | 0    |
| Total     | Total     | Total      | 2     | 0    |

## Títulos
- Campeonato Maranhense - Segunda Divisão: 2013, 2015
- Campeonato Brasileiro - Série D: 2018 (Ferroviário)
- Copa Fares Lopes: 2018 (Ferroviário)
- Taça dos Campeões Cearense: 2019 (Ferroviário)
- Campeonato Amazonense: 2021 (Manaus)
- Recopa Catarinense: 2022 (Figueirense)